# Черіковер Лазар Зиновійович
Лазар Зіновійович Черіковер (3 липня (21 червня) 1895 року, Полтава — 25 грудня 1964, Москва) — радянський архітектор. Автор ряду житлових будинків, стадіонів, клубів, поліклінік, лікарень, санаторіїв та інших громадських будівель в Москві та в інших великих містах СРСР. Займався теоретичними питаннями архітектури і інтер'єру. Один із засновників фізіологічного мінімалізму, який став на практиці основою при проектуванні і будівництві малогабаритних квартир.

## Біографія
Середню освіту отримав в гімназії і в Архітектурному відділенні Київського художнього училища, яке закінчив у 1918 році.
Після закінчення училища працював у Полтаві в Комітеті охорони пам'яток мистецтв. Одночасно брав участь в конкурсі народних домів (1-ша премія).
Навчався на архітектурному факультеті МВТУ у 1920–1927 роках. Закінчив навчання з відзнакою.
У період навчання в МВТУ працював в майстерні академіка Щусєва над споруджуванням будівлі Казанського вокзалу. Працював у тресті «Технотканина».
Після закінчення Бауманского училища Черіковер з деякими своїми однокурсниками (Г. Г. Вегман, В. Н. Владимиров, М. В. Гакен) влаштувався у відому архітектурну майстерню Б. М. Великовського.
У 1927 році А. Я. Лангман запрошує Черіковера в майстерню Стройдомбюро.
У 1928–1938 роках працював в Інженерно-Будівельному Відділі ОДПУ — НКВС.
У період з 1938 по 1939 роках працював архітектором в Держздравпроекті, після перейшов в Академію Архітектури СРСР до Кабінету внутрішнього обладнання.
З 1940 по 1942 роках Черіковер керував майстернею експериментального обладнання Академії архітектури СРСР (АА СРСР). Займався теоретичними і практичними питаннями створення масових меблів для житла. У 1940 році деякі проекти Черіковера були запровадження у виробництво.
З початком Другої Світової війни Черіковер, будучи вже співробітником Академії архітектури, брав активну участь в організації маскування особливо цінних об'єктів міської і промислової інфраструктури великих міст СРСР: Москва, Горький, Іваново, Воронеж. Пізніше працював у Молотовській бригаді Академії Архітектури СРСР.
З 1944 року — заступник директора НДІ художньо-декоративних виробів і обладнання будівель АА СРСР.
Після війни під керівництвом Черіковер здійснювався розрахунок норм простору, необхідного для побуту. Зокрема, розрахунок мінімальних габаритів квартир (житлових кімнат, ванн і кухонь, коридорів та ін.), необхідних для життя людини.
Останньою його архітектурною роботою стало будівля Міністерства середнього машинобудування в Замоскворіччя на Великій Ординці (1957 рік).
Кандидат архітектури (1943 рік), тема: «Масові меблі для житла — типи і габарити».

## Деякі публікації
· Институт архитектуры массовых сооружений. Типы и габариты встроенной мебели для жилья. Выпуск I. М. Государственное архитектурное издательство 1940 г.
· Типы и габариты кухонного оборудования и планировка кухонь малометражных квартир. М., Изд-ва Акад. Архитектуры СССР, 1944 г.
· Внутреннее оборудование квартир массового типа. Типы и габариты мебели. М., Изд-ва Акад. Архитектуры СССР, 1944 г.
· Мебель в современном жилище. Доклад канд. Архитектуры Л. З. Чериковера. М., изд. и тип. Изд-ва Акад. Архитектуры СССР, 1946 г.
· Альбом «Бытовая мебель русского классицизма». Москва, 1953 г. Государственное издательство литературы по строительству и архитектуре. 81 стр. с 53 иллюстрациями на отдельных таблицах.
· Беседы о домашнем хозяйстве. Ремонт и окраска помещений. Домашние инструменты. М. Молодая гвардия. 1959 г.

## Основні роботи
- Громадський корпус Болшевскої трудової комуни ОГПУ, спільно з Л. Я. Лангманом (1930, Корольов, вулиця Дзержинського, 23)[3] ;
- Житловий будинок в Мілютінском провулоку, 9, (спільно з Л. Я. Лангманом, 1928 рік)[4] ;
- Стадіон «Динамо», спільно з А. Я. Лангманом (1927—1936, Москва, Ленінградський проспект, 36)[2]
- Житлові будинки на станції Люберці і Болшево (1931–1932 роки)
- Всесоюзний стадіон в Измайлові (1932 р)
- Відомча поліклініка ОГПУ (НКВД) в Варсонофьевському провулку, буд.5 (1932 р)
- Стадіони в Харкові, Воронежі, Смоленську, Мінську, Воронежі (1933-1935)
- Клуби в Люберцях (1934 г.), Москві (1935 р)
- Житловий будинок (спільно з Л. Я. Лангманом, М. Арбузніковим (1935), Москва, Великий Златоустінскій провулок, 5)
- Реконструкція будівлі Міськдуми для Музею Леніна в Москві (1935 рік)
- Житловий будинок біля Покровських воріт (1936, Москва, Покровка 20/1)
- Житловий будинок вул. Горького, 101 (1939, Москва)
- Адміністративна будівля, спільно з П. П. Зінов'євим (1957, Москва, Велика Ординці, 24)